# Gérard Salesses
Gérard Salesses, né le 10 août 1949 à Toulouse, est un compositeur, arrangeur musical, orchestrateur et chef d'orchestre français.

## Biographie
Gérard Salesses est né le 10 août 1949 à Toulouse. Il fait des études au conservatoire de musique de Toulouse (piano, flûte, solfège, harmonie avec Maître Gayral).
Dès 1964, il devient le pianiste du groupe de rock toulousain « Les Caïds » (qui est alors la plus jeune formation de France) puis à partir de 1966, il intègre les meilleurs orchestres de bal de la région (Sentimental Trumpet, Ray Mérengué, Rudy Roll) dans lesquels il assure la mise en place des orchestrations compte tenu de son niveau musical déjà très élevé (surtout pour l'époque) en faisant sonner son orgue Hammond blanc (modèle M 102) qui fait rêver tous les organistes des années 1960.
En 1970, il s'installe définitivement à Paris dans le sillage de Pierre Groscolas pour qui il assure la partie claviers de L'amour est roi puis il devient rapidement le chef d'orchestre de Sylvie Vartan, grâce à qui il rencontre Jean-Luc Azoulay, alors secrétaire de la chanteuse. 
Tous deux ont écrit et composé 1 200 chansons pour Dorothée, Les Musclés, Hélène Rollès, Bernard Minet, Emmanuelle Mottaz, Christophe Rippert et tous les autres artistes d'AB Productions. Jean-Luc Azoulay assure les paroles, sous le pseudonyme de Jean-François Porry et Gérard Salesses les musiques.
Il a également accompagné sur scène Johnny Hallyday (1974-1975), Mike Brant, Salvatore Adamo, Dave, Fabienne Thibeault, Arielle Dombasle, Stone et Charden, Peter et Sloane, Hervé Vilard, Alain Barrière, Hugues Aufray, Charles Dumont, Rika Zaraï, Jean-Jacques Debout et pour lesquels il a assuré également des arrangements ainsi que les parties claviers.
Il a composé plus d'une centaine de pubs TV (cracker Belin, Nana, LU, etc.).
Il a également été le compositeur-arrangeur de toutes les musiques des sitcoms d'AB productions (Premiers baisers, Les Années fac, Hélène et les Garçons, Le Miracle de l'amour, Le Miel et les Abeilles, Salut les Musclés, Les Vacances de l'amour, Cas de divorce, La Croisière foll'amour, Extra Zigda, Le Groupe, Les Garçons de la plage, L'Un contre l'autre), de séries TV (L'Instit, SOS 18 pour FR2, un cas sur deux pour France 2), des musiques génériques TV des chansons produites par AB production (Dorothée, Hélène Rollès, Les Musclés, Bernard Minet), des dessins animés (Goldorak, Bioman, Les Chevaliers du zodiaque, Dragon Ball, les Kangoo, Le Manège enchanté)… de toutes les émissions de l'ère « Club Dorothée » qui faisaient les beaux jours de TF1.
Depuis 1977, il est aussi l'arrangeur-compositeur de Richard Clayderman (90 millions de disques vendus dans le monde entier).
Il a composé les musiques de fond de Sophie et Virginie, Les Jumeaux du bout du monde, Les Misérables et de L'École des champions (dessins animés produits par AB Productions).
En 1995, il compose pour Nicolas Vanier les musiques des films L'Enfant des neiges (dont Dorothée interprète le générique) puis de L'Odyssée blanche, L'Odyssée sibérienne et Les Chiens des neiges (pour Canal+ et TF1).
L'année 2010 marque le retour de sa collaboration avec Dorothée (14 ans après le dernier album original de celle-ci), pour laquelle il compose avec Jean-Luc Azoulay l'opus Dorothée 2010.
En 2011, Gérard Salesses compose à nouveau pour le cinéma, en signant la musique du film Je m'appelle Bernadette, réalisé par Jean Sagols et enregistré au studio Polygone avec l'orchestre philharmonique de Toulouse, ainsi que le somptueux album Sabathérat (orchestre et chorale).
En 2016 il compose la musique de l'album d'Elsa Esnoult qui devient disque d'or ainsi que le nouvel album d'Hélène Rollès. 
Il a vendu 30 millions de disques, tous artistes confondus.

## Technique
Le style musical de Salesses est assez reconnaissable à son utilisation d'instruments synthétiques, notamment à partir de 1986.
Le rythme de création à l'époque du Club Dorothée dans les années 90 était très intense et le duo Salesses-Porry dut fournir une grande quantité de travail afin de pouvoir fournir l'intégralité des productions musicales d'AB (séries, chansons, club dorothée...).
Gérard Salesses est le « héros » d'une chanson de Dorothée, Le grand Gérard, sortie en 1984 sur l'album Qu'il est bête !.